# Saskatoon Blades
Saskatoon Blades är ett kanadensiskt proffsjuniorishockeylag som är baserat i Saskatoon, Saskatchewan och har spelat i den nordamerikanska proffsjuniorligan Western Hockey League (WHL) ända sedan ligan grundades 1966 som Canadian Major Junior Hockey League (CMJHL). Laget själv grundades 1964 och spelade i Saskatchewan Junior Hockey League (SJHL) fram tills CMJHL drog igång. Blades spelar sina hemmamatcher i Sasktel Centre som har en publikkapacitet på 15 100 åskådare.
De har lyckats få fram spelare som bland annat Frank Banham, Wade Belak, Bob Bourne, Wendel Clark, Martin Erat, Bernie Federko, Lee Goren, Mike Green, Braden Holtby, Darcy Hordichuk, Joe Kocur, Grant Ledyard, Curtis Leschyshyn, Keith Magnuson, Richard Matvichuk, Cory Sarich, Brayden Schenn, Devin Setoguchi, Brian Skrudland, Brent Sopel, Tony Twist, Shaun van Allen och Rhett Warrener som alla tillhör alternativt tillhörde olika medlemsorganisationer i den nordamerikanska proffsligan National Hockey League (NHL).